# الکساندر کوماروف
الکساندر کوماروف (به روسی: Александр Комаров، آوانگاری: زادهٔ ۵ مهٔ ۱۹۹۹) یک کشتی‌گیر فرنگی‌کار روسی‌الاصل اهل کشور صربستان است. وی سابقه حضور در المپیک ۲۰۲۴ پاریس را دارد.